# Cournot
Antoine Augustin Cournot, mais conhecido como Cournot (Gray, Haute-Saône, França, 28 de agosto de 1801 - Paris, França, 31 de março de 1877) foi um matemático e economista francês, propulsor das teorias marginalistas, conhecido por seus estudos sobre a oferta e a demanda nos termos da competição monopolística. Ele estudou na Ecole Normale Superieure, em Paris, onde se graduou em 1823. Foi professor de Análise Matemática da Universidade de Lyon em 1834, e Reitor da Academia de Dijon de 1854 a 1862.
Cournot é considerado como o matemático que começou a sistematização formal da economia. Foi o primeiro a usar funções matemáticas para descrever conceitos econômicos, tais como demanda, oferta e preço. Ao analisar os mercados em monopólio, estabeleceu o ponto de equilíbrio de monopólio, chamado de ponto de Cournot. Ele também estudou o duopólio e oligopólio, estabelecendo o conhecido modelo de Cournot.

## Influências
Suas contribuições influenciaram fortemente outros economistas como Jevons, Walras e Marshall, dos quais pode ser considerado um precursor. Contribuiu significativamente também para a ciência estatística.
Seus trabalhos incluem Investigação sobre os princípios matemáticos da teoria da riqueza (1838), Exposition de la théorie des chances et des probabilités (1843), Princípios da teoria da riqueza (1863) e Revue sommaire des doctrines economiques (1877).
Cournot, juntamente com outros clássicos como Joseph Bertrand (1822-1900) e Francis Ysidro Edgeworth (1845-1926) foi um dos precursores das teorias econômicas do oligopólio. Os autores clássicos tomam as suas teorias como pressupostos de que não há uma interdependência entre as empresas oligopolistas, ou seja, que as empresas maximizam seus lucros sob a suposição de que o concorrente não vai reagir e influenciar suas decisões de produção, este conceito é chamado de variação conjectural zero. 
Segundo a escola clássica, da qual Cournot foi um dos pensadores, os agentes se comportam de forma "simples", até ingênua, reagindo às ações dos outros sem se perguntarem sobre a "origem" de tais ações. São os modelos explicativos de oligopólio são bastante limitados e tem como principal característica destes mercados é a não interdependência, mas, apesar disso, o modelo de Cournot 1838, o modelo de Bertrand de 1883 e Edgeworth , 1887 (que é uma adaptação do modelo de Bertrand, assumindo que a capacidade de produção é limitada) servem para identificar e compreender os conceitos essenciais do mercado oligopolista.